# Dominik Bochenek
Dominik Bochenek (ur. 14 maja 1987 w Jaśle) – polski lekkoatleta, specjalizujący się w biegach na 60 metrów przez płotki oraz 110 metrów przez płotki.
Reprezentant Zawiszy Bydgoszcz wystąpił na halowych mistrzostwach świata rozegranych w marcu 2008 w Walencji, gdzie odpadł w półfinale. W lutym tego samego roku zajął 5. miejsce podczas halowym pucharze Europy rozegranego w Moskwie. W 2009 wywalczył złoty medal halowych mistrzostw Polski seniorów oraz zajął 3. lokatę podczas Pucharu Świata Wojskowych w Atenach (7,92 s.), w sezonie letnim był 5. podczas młodzieżowych mistrzostw Europy w Kownie oraz wywalczył złoty medal mistrzostw Polski seniorów. Złoty medalista halowych mistrzostw Polski (2011). W 2011 zdobył złoty medal w biegu na 110 m przez płotki podczas Światowych Wojskowych Igrzysk Sportowych 2011 oraz ponownie został mistrzem Polski. Odpadł w eliminacjach bieg na 110 metrów przez płotki podczas mistrzostw świata w Daegu (2011). W 2013 ponownie został halowym mistrzem kraju. W tym samym roku dotarł do półfinału halowych mistrzostw Europy. Wystąpił też na mistrzostwach Europy wojskowych w Warendorfie, gdzie zajął 2. miejsce (startowało tylko 2 zawodników) z wynikiem 14,10. W 2014 ponownie został halowym mistrzem Polski.

## Rekordy życiowe
| Konkurencja       | Rezultat | Data             | Miejsce                                                |
| ----------------- | -------- | ---------------- | ------------------------------------------------------ |
| Bieg na 60 m ppł  | 7,63     | 8 lutego 2014    | Spała                                                  |
| Bieg na 100 m     | 10,77    | 28 maja 2010     | Warszawa                                               |
| Bieg na 110 m ppł | 13,44    | 13 sierpnia 2011 | Bydgoszcz – 8. wynik w historii polskiej lekkoatletyki |
| Bieg na 200 m     | 21,86    | 28 maja 2010     | Warszawa                                               |
| Bieg na 400 m     | 50,24    | 15 maja 2005     | Schwechat                                              |
| Bieg na 400 m ppł | 52,81    | 19 czerwca 2005  | Piła                                                   |